# Assassin’s Creed: Brotherhood
Assassin’s Creed: Brotherhood (с англ. — «Кредо ассасина: Братство», в русской локализации Assassin’s Creed: Братство крови) — компьютерная игра в жанре action-adventure и стелс-экшена с видом от третьего лица, разработанная компанией Ubisoft Montreal для платформ Windows, Xbox 360 и PlayStation 3. Игра издана французской компанией Ubisoft 19 ноября 2010 года для консолей, а 17 марта 2011 года вышла версия для Windows. Является третьей игрой в серии игр Assassin’s Creed.
События игры развиваются в конце XV — начале XVI века. Действие в сегодняшнем времени происходит на территории Италии. Assassin’s Creed: Brotherhood является прямым сиквелом игры Assassin's Creed II. Сюжет развивается непосредственно после окончания событий оригинальной игры. Главным героем игры является итальянский дворянин-ассасин Эцио Аудиторе да Фиренце, который продолжает свою борьбу с орденом тамплиеров в Риме.
Игра Assassin’s Creed: Brotherhood продолжает сюжетную линию Эцио.
Выпущено продолжение Assassin's Creed: Revelations, которое продолжает сюжетную ветку Эцио Аудиторе да Фиренце.

## Игровой процесс
Игровой процесс стандартен для серии Assassin’s Creed и является развитием игрового процесса Assassin's Creed II. Как и в предыдущих частях, основой механики игры является паркур, использование толпы и различных укрытий для незаметных убийств и развитой системы ближнего боя. Открытый мир игры представляет некоторую степень нелинейности прохождения, хотя основные сцены игры и её хронологические рамки выстроены с помощью системы скриптов. Непосредственное прохождение сюжетной линии занимает около 15 часов. Кроме того, к игрокам вернулась возможность переигрывать все сюжетные миссии игры.
Действие игры преимущественно происходит в Риме XVI века, однако периодически события переносятся в наше время, где главным героем является Дезмонд Майлс (англ. Desmond Miles), обучающийся искусствам ассасина с помощью машины «Анимус 2.0» (лат. anima — душа), позволяющей считывать генетическую информацию о предках Дезмонда и погружать его в прошлое. Главный герой исторической части игры — Эцио Аудиторе да Фиренце (итал. Ezio Auditore da Firenze), один из лидеров и наставников ордена ассасинов. Злейшие враги ассасинов — представители влиятельного клана Борджиа, полностью контролирующие политику Рима и его коррумпированных лидеров.
По сравнению с предшествующей игрой, боевая система не претерпела серьёзных изменений. По словам разработчиков, динамика боя стала более активной и наступательной. Теперь поощряется быстрое наступление; контратаки стали менее эффективными. Стала доступна возможность делать серию убийств. Система поведения неигровых персонажей стала агрессивной, игрока атакуют сразу несколько противников. Увеличилось количество оружия, появилась возможность использовать стационарные пушки в некоторых игровых ситуациях. Кроме того, серьёзно пересмотрена роль лошади, на которой теперь можно передвигаться и в пределах города. Лошадь участвует в некоторых элементах паркура.
В процессе выполнения заданий Эцио встречает и взаимодействует с различными историческими персонажами, такими как Леонардо да Винчи, Никколо Макиавелли, Катерина Сфорца; представители рода Борджиа являются основными противниками игры. Сюжет игры в целом чётко вписан в хронологические рамки.

### Многопользовательский режим
Assassin’s Creed: Brotherhood — первая игра серии, в которой реализован многопользовательский режим. Как было показано во время побега из штаба организации «Абстерго» в начале игры Assassin's Creed II, тамплиеры построили специальный объект, содержащий в себе несколько десятков устройств «Анимус». Этот объект служит полигоном для подготовки новобранцев ордена с целью ликвидации Ордена ассасинов. Тамплиеры намерены использовать технику и приспособления своих предков, используя воспоминания самых квалифицированных из тамплиеров.
В многопользовательском режиме будет представлен 21 класс персонажей, из которых: 14 базовых, 4 появляющихся с определённым уровнем, 1 покупной за Uplay очки и 2 доступных в коллекционной и подарочной версиях игры, у каждого из которых имеется своя особая техника убийства и свой комплекс навыков и оружия. В игре присутствуют 8 различных режимов многопользовательской игры: Розыск (англ. «Wanted»), Сложный розыск (англ. «Advanced Wanted»), Альянс (англ.  «Alliance»), Сложный альянс (англ. «Advanced Alliance»), Убийство (англ. «Assassination»), Охота (англ. «Manhunt»), Эскорт (англ. «Escort»), Охота за сундуками (англ. «Hunt for chest»). Многопользовательский режим игры осуществляется через игровые сервисы такие как Xbox Live, PlayStation Network.
1 сентября 2022 года серверы игры были отключены.

## Сюжет
40-летний Эцио Аудиторе да Фиренце поднялся на вершины иерархии ордена ассасинов после окончания событий игры Assassin's Creed II. Действие «Братства» начинается в 1499 году, когда Эцио после разговора с Минервой бежит из Рима вместе со своим дядей Марио Аудиторе. Затем тосканский город, где находилась вилла Аудиторе — Монтериджони (итал. Monteriggioni),— осаждён огромной армией Папской области, усиленной французскими отрядами. Осаду проводит сын папы римского — Чезаре Борджиа. Пушки Борджиа разрушают город, а Чезаре на глазах у Эцио убивает дядю Марио. Проведя уцелевших жителей Монтериджони по катакомбам, Эцио решает отомстить Чезаре и отправляется в Рим. По дороге Эцио теряет сознание, так как во время боя ему прострелили плечо.
Действие игры переносится в 1500 год, где Эцио вынужден организовать и начать развивать «подполье» (в которое входят Римские воры, наёмники, куртизанки, а далее и рекруты-ассасины), когда начинает возрождаться орден, лидером которого формально был Никколо Макиавелли, который после передаёт титул Эцио. На протяжении игры Эцио пытается найти убийц своих родственников и отомстить им, а также вернуть Риму былой мир, порядок и процветание.
В будущем Дезмонд, Люси, Шон и Ребекка прибывают в Монтериджони. Они устраивают укрытие в Святилище под виллой Аудиторе, чтобы тамплиеры не смогли обнаружить их, и продолжают поиски Яблока Эдема, чтобы остановить надвигающуюся катастрофу.
Сам же Эцио при помощи Бартоломео, Ла Вольпе и Клаудии узнаёт, что Яблоко Эдема было передано на изучение учёному, Катерина Сфорца будет в замке Сант-Анджело на следующей неделе, а Чезаре в замке с Папой. Кроме того, Ла Вольпе сообщает, что Макиавелли — предатель и даже показывает его встречу с солдатами Борджиа. Но, доверяя Макиавелли, Эцио просит Ла Вольпе не делать поспешных выводов. После, Эцио проникает в замок и спасает Катерину, но не успевает добраться до Чезаре. Наконец, Эцио решает воссоздать Братство Ассасинов. Тем же вечером  Эцио встречается c Леонардо да Винчи, после чего Леонардо заново создаёт утерянное вооружение Эцио. Оказалось, что учёным, которому передали яблоко, был сам Леонардо, но Родриго забрал его. Да Винчи также сообщает обо всех планах и его изобретениях для армии Чезаре, которые Эцио придётся уничтожить.
С помощью сенатора, посещающего бордель Марии, Эцио узнаёт, где находится кардинал Хуан Борджиа, он же Банкир. С его смертью Чезаре лишается средств на войну. Затем Эцио и Бартоломео проникают в лагерь французов и убивают барона Валуа. Наконец, Эцио спасает жизнь актёру Пьетро, который в тайне от Чезаре встречается с Лукрецией. Разузнавший об этом Чезаре приказал Микилетто отравить его — Эцио нейтрализует Микилетто, но не убивает его и спасает актёра, а взамен получает ключ от запасного входа в замок Сант-Анджело. Тем же вечером Эцио встречает вора с повязкой на правом глазу, того самого, который участвовал во время битвы за Монтериджони. Выясняется, что предатель — он, а не Макиавелли. Эцио убивает предателя и находит Ла Вольпе, который уже собирается убить Макиавелли, и сообщает о том, что узнал, предоставив письмо, которое он взял у вора.
По ходу действия, Дезмонд через Эцио находит глифы Объекта 16, в которых обнаруживаются доказательства заговора «Абстерго». Помимо этого, сам Дезмонд находит в Монтериджони несколько утерянных во время осады города вещей.
Попав в замок, Эцио находит Чезаре, который спорит со своим отцом. Узнав от Лукреции, что Родриго хотел отравить его, Чезаре убивает папу римского и при помощи пыток узнаёт у сестры местоположение Яблока. Лукреция, желая отомстить Чезаре, рассказывает Эцио, где спрятана частица Эдема. Эцио опережает Чезаре и, найдя Яблоко, решает раз и навсегда покончить с Чезаре. Сначала он уничтожает все войска Чезаре в Риме, затем расстраивает встречу Чезаре с кардиналами, чтобы он не попросил у них помощи. Наконец, через год Эцио навсегда избавляется от Чезаре, когда его арестовывают солдаты по обвинению в предательстве и убийстве.
В 1506 году Чезаре сбежал из заключения в Кастилии, и в 1507 началась война во Вьяне. Пройдя поле битвы, Эцио побеждает Чезаре и сбрасывает с обрыва со словами: «Я передаю тебя в руки судьбы». Этим он наносит смертельное поражение тамплиерам. После Эцио оставляет Яблоко Эдема под Колизеем в Риме.
В настоящем из воспоминаний Эцио становится ясно, что тот спрятал Яблоко Эдема под Колизеем в Риме. Команда отправляется туда, чтобы забрать артефакт, они проходят катакомбы, и находят искомое. Как только Дезмонд взял в руки Яблоко, оно овладело им и заставило ударить Люси скрытым клинком в область живота. Оба они падают без сознания. После двое неизвестных находят героев и подключают Дезмонда к «Анимусу», так как тот был в состоянии сильнейшего шока, а спасти его можно было только таким образом. В конце дополнения «Исчезновение да Винчи» из разговора незнакомцев становится ясно, что одного из них зовут Уильям (вероятно, тот, с кем переписывалась Люси), а Дезмонд впал в кому.

## Разработка и поддержка игры

### Хронология разработки игры
| Системные требования | Системные требования | Системные требования                                                |
| -------------------- | --- | ------------------------------------------------------------------- |
|                      | Минимальные | Рекомендуемые                                                       |
| Windows              | |                                                                     |
| ОС                   | XP, Vista или Windows 7 | XP, Vista или Windows 7                                             |
| ЦПУ                  | 1.8 ГГц Intel Core 2 Duo или 2.4 ГГц AMD Athlon X2 64 | 2.6 ГГц Intel Core 2 Duo E6700 или AMD Athlon 64 X2 6000+ или лучше |
| Объём ОЗУ            | 1.5 ГБ для XP 2 ГБ для Vista или Windows 7 | 1.5 ГБ для XP 2 ГБ для Vista или Windows 7                          |
| Место на диске       | 8 ГБ | 8 ГБ                                                                |
| Видеокарта           | 256 МБ DirectX 9.0 совместимая видеокарта с поддержкой Shader Model 3.0 или выше, ATI Radeon X1950, HD 2000/3000/4000/5000 или NVIDIA GeForce 7/8/9/100/200 | GeForce 8800 GT или ATI Radeon HD 4700 или лучше                    |
| Звуковая плата       | DirectX 9.0 -совместимая | 5.1                                                                 |
| Сеть                 | Соединение со скоростью не менее 128 Кб/с | Соединение со скоростью не менее 128 Кб/с                           |

В начале мая 2010 года в Интернет попала предполагаемая обложка новой неанонсированной игры. Вскоре компания Ubisoft официально подтвердила факт разработки данной игры и зарегистрировала доменное имя для своего нового продукта.
10 мая 2010 года был запущен официальный тизер-сайт игры, оформленный в виде вербовочного пункта ордена тамплиеров с возможностью обозрения нескольких новых видов оружия ассасинов. Также доступен просмотр очень повреждённых видео с применением этих видов оружия.
12 мая 2010 года компания Ubisoft официально анонсировала игру Assassin’s Creed: Brotherhood. Разработкой продукта занялись филиалы Ubisoft: Ubisoft Montreal, Ubisoft Romania, Ubisoft Singapore, Ubisoft Quebec и Ubisoft Annecy.
14 мая 2010 года стал известен бонус, который даёт предзаказ игры: дополнительный юнит для многопользовательской игры — ассасин, замаскированный под арлекина.
18 мая 2010 года генеральный директор Ubisoft Ив Гийемо (фр. Yves Guillemot) заявил о том, что бета-версия многопользовательского режима выйдет раньше самой игры. На такой шаг компания решается для того, чтобы игроки могли самостоятельно протестировать баланс игры. Однако, позднее было уточнено, что, скорее всего, бета-версия мультиплеера появится только для консоли PlayStation 3. Продукт будет доступен для скачивания 4 октября 2010 года.
14 июня 2010 года игра была представлена на игровой выставке E3 2010 во время пресс-конференции компании Ubisoft. В частности, в новом кинематографическом трейлере игры была объявлена дата выхода игры — 16 ноября 2010 года. На выставке также были продемонстрирован десятиминутный фрагмент геймплея игры. Также на выставке был представлен трейлер, кратко демонстрирующий мультиплеер игры.
16 июня 2010 года был полностью обновлён официальный сайт игры, который также был переделан 28 июня 2010 года[значимость факта?].
30 июня 2010 года разработчики официально подтвердили дату релиза игры для всех платформ — 19 ноября 2010 года.
В конце июля 2010 года игра демонстрировалась на выставке SDCC’10, где был представлен новый трейлер мультиплеера игры.
В сентябре 2010 года разработчики объявили о переносе выпуска версии игры на Microsoft Windows на следующий год.
В феврале 2011 года на форуме Ubisoft была официально объявлена дата релиза Windows версии игры — 18 марта 2011 года.
В конце февраля стало известно, что Windows версия Assassin’s Creed: Brotherhood не будет требовать постоянного интернет соединения.

## Дополнительный загружаемый контент
- Контент Uplay. В него входят: костюм флорентийского дворянина, броня Альтаира, роба Альтаира, дополнительный пояс для метательных ножей и костюм Арлекины для мультиплеера[29].
- Контент Deluxe Edition. Включает в себя две карты для одиночного режима, эксклюзивный скин и двух персонажей для мультиплеера[30]. Карты для одиночного режима называются «Рынок Траяна» и «Акведук»[31].
- «Заговор вокруг Коперника» (Copernicus Conspiracy) — 16 ноября 2010 года, в день релиза игры в Северной Америке, вышло первое загружаемое дополнение. В центре истории — польский астроном Николай Коперник, которому должен помочь Эцио. DLC включает восемь миссий по «убийству, доставке и защите», связанных с великим астрономом и его противостоянием с властями Ватикана. Дополнение бесплатно и изначально было доступно только для владельцев PlayStation 3 через PlayStation Network[32].
- «Проект „Анимус“ обновление № 1» (Animus Project Update 1.0) — 14 декабря 2010 года вышло второе дополнение для консолей, только для многопользовательского режима. В DLC входят:
  - новая карта для мультиплеера «Мон-Сен-Мишель», расположенная на скалистом острове в Нормандии во Франции;
  - дополнительный многопользовательский режим «Сложный альянс» (англ. «Advanced Alliance»), который представляет собой версию режима «Альянс» (англ.  «Alliance»), но более сложную, требующую от игроков более высокого опыта. В режиме три команды по два игрока в каждой[33].
- «Проект „Анимус“ обновление № 2» (Animus Project Update 2.0) — в январе 2011 годы вышло третье дополнение для консолей, также только для многопользовательского режима. В DLC входят:
  - новая карта для мультиплеера «Пьенца»;
  - дополнительный многопользовательский режим «Охота за сундуками» (англ. «Hunt for chest»), в котором игроки делятся на две команды по три человека, одна из которых пытается захватить сундуки, вторая их защищает;
  - функция «Оценка Тамплиеров», которая вознаграждает особо усердных убийц Абстерго[34].
- «Исчезновение да Винчи» (The Da Vinci Disappearance) / «Проект „Анимус“ обновление № 3» (Animus Project Update 3.0) — в марте 2011 года вышло четвёртое дополнение для консолей, которое включает новый контент как для одиночной, так и для мультиплеерной составляющих[35]:
  - новая кампания из восьми миссий, в которой Эцио придётся спасти Леонардо да Винчи, который был похищен герметиками, посетив в ходе этого приключения две новые локации (усадьба Делиция-ди-Бельригуардо и катакомбы Храма Пифагора);
  - 10 новых трофеев/достижений;
  - новые карты для мультиплеера;
  - два новых многопользовательских режима: «Эскорт» (англ. «Escort») и «Убийство» (англ. «Assassination»);
  - четыре новых персонажа для мультиплеера: Дама Росса, Рыцарь, Маркиз и Пария.

Три последних дополнения изначально включены в РС-версию игры.

## Продолжение
Четвёртая игра во вселенной Assassin’s Creed была анонсирована 5 мая 2011 года. События игры Assassin’s Creed: Revelations разворачиваются в Константинополе времён Османской империи. Игрок снова переживёт воспоминания Эцио и Альтаира, а также узнаёт дальнейшую судьбу Дезмонда. Игра вышла 15 ноября 2011 года (PlayStation 3, Xbox 360) 29 ноября по всему миру на Windows и 1 декабря в России.

## Рецензии и награды
| Сводный рейтинг       | Сводный рейтинг                           |
| Агрегатор             | Оценка                                    |
| --------------------- | ----------------------------------------- |
| GameRankings          | (ПК) 87,64 % (PS3) 89,92 % (X360) 90,62 % |
| Metacritic            | (PC) 88 (PS3) 90 (X360) 89                |
| Иноязычные издания    |                                           |
| Издание               | Оценка                                    |
| Edge                  | 8/10                                      |
| Eurogamer             | 10/10                                     |
| Game Informer         | 9,25/10                                   |
| GameSpot              | 8,5/10 (PS3) 8,5/10 (X360) 8,5/10 (PC)    |
| IGN                   | 8/10                                      |
| Русскоязычные издания |                                           |
| Издание               | Оценка                                    |
| Absolute Games        | 80 %                                      |
| PlayGround.ru         | 8,3/10                                    |
| «Домашний ПК»         | [ 51 ]                                    |
| «Игромания»           | 9/10                                      |

Assassin’s Creed Brotherhood получила премию BAFTA в области игр 2011 года в номинации «Action».

### Награды, присуждённые игре до её выхода
По результатам выставки E3 2010 авторитетное онлайновое издание IGN.com провело конкурс «Призы лучшим играм выставки E3» (англ. «Best of E3 Awards»), и присудило игре победу в номинации «Лучшая экшен-игра» (англ. «Best Action Game»). А читатели ресурса GameSpot избрали игру лучшей в номинации «Лучший приключенческий экшен выставки E3» (англ. «Best Action Adventure game of E3»).
На этой же выставке официальное жюри присудило игре победу в номинации «Лучший онлайн мультиплеер» (англ. «Best Online Multiplayer») в рамках конкурса «Game Critics Award».
Игра пересекла рубеж в размере 1 млн копий менее чем за неделю. Также Assassin’s Creed: Brotherhood стала самой быстро продаваемой игрой Ubisoft в Европе. Всего серия Assassin’s Creed продалась количеством 20 млн копий.